# Gandy dancer

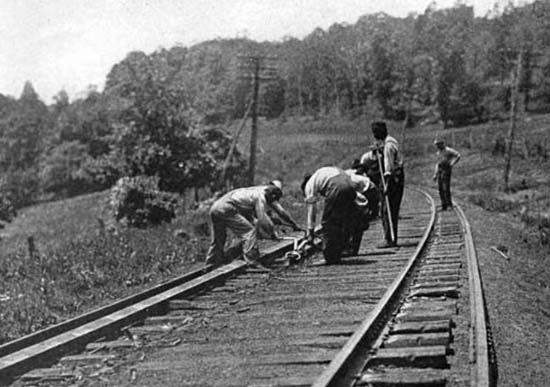
Streckenarbeiter – darunter auch einfache Arbeiter, die manchmal gandy dancer genannt wurden – waren für die Instandhaltung von bestimmten Gleisstrecken zuständig. Ein Mann hält eine Brechstange, während andere mit Schienenzangen das Gleis richten. Foto von 1917

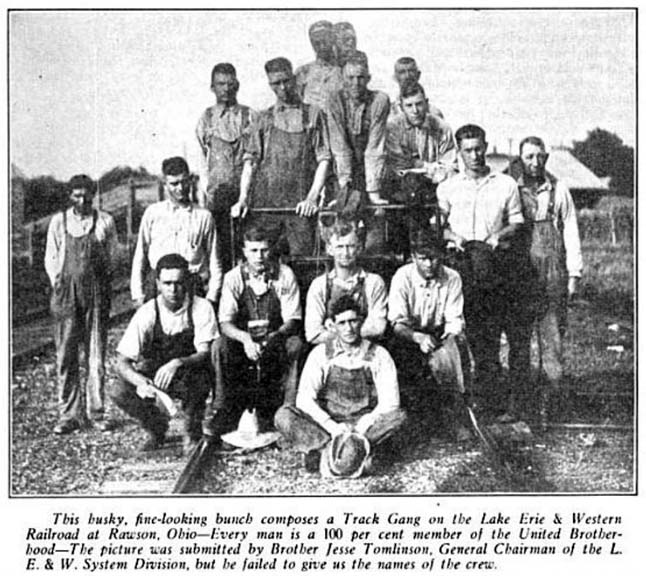
Foto einer Streckenarbeitergruppe, Lake Erie & Western Railroad, Rawson, Ohio, 1920

In den Vereinigten Staaten war gandy dancer  früher eine umgangssprachliche Bezeichnung für Streckenarbeiter, die Gleise verlegt und gewartet haben, bevor diese Aufgabe von Maschinen übernommen wurde. Offiziell wurden diese Streckenarbeiter „section hands“ genannt. In Großbritannien lautet das Pendant zu gandy dancer im Falle von Bauarbeitern von Bahnstrecken „navvy“ (von dem englischen Wort für Seefahrer „navigator“). Diese Hilfsarbeiter waren zunächst für den Bau von Kanälen und Binnenwasserstraßen zuständig. Die Streckenwärter, deren Aufgabe die Instandhaltung und Wartung von Gleisstrecken war, wurden in Großbritannien „platelayer“ genannt. Im Südwesten der Vereinigten Staaten und Mexiko wurden diese mexikanischen und mexikanisch-amerikanischen Streckenarbeiter umgangssprachlich „traqueros“ genannt, eine Bezeichnung, die sich von dem spanglishen Wort für Gleis ableitet.
In den Vereinigten Staaten handelte es sich bei Streckenarbeitern oft um kürzlich eingetroffene Einwanderer und ethnische Minderheiten, die trotz schlechter Bezahlung und schlechten Arbeitsbedingungen sowie schwerer körperlicher Arbeit um diese sicheren Arbeitsplätze wetteiferten. Im Westen der Vereinigten Staaten waren es die Chinesen, mexikanischen Amerikaner und Indianer, im Mittleren Westen waren es die Iren und im Nordosten die Italiener und Osteuropäer, die als Gandy-Tänzer arbeiteten. Zwar sangen alle gandy dancer Lieder über die Eisenbahn während der Arbeit, aber die auf spezifische Tätigkeiten bezogenen Arbeitsgesänge wurden wohl aufgrund ihrer langen Tradition, Arbeit durch Gesang zu koordinieren, nur von den afroamerikanischen Gandy-Tänzern aus den Südstaaten gesungen.
Es gibt verschiedene Theorien über die Herkunft des Begriffs, die meisten beziehen sich jedoch auf die „tanzenden“ Bewegung, die die Streckenarbeiter bei der Arbeit mit einer speziell angefertigten 1,52 m langen Brechstange ausführten. Diese Brechstange wurde auch „Gandy“ genannt und wurde als eine Art Hebel verwendet, um die Gleise zu richten.

## Etymologie

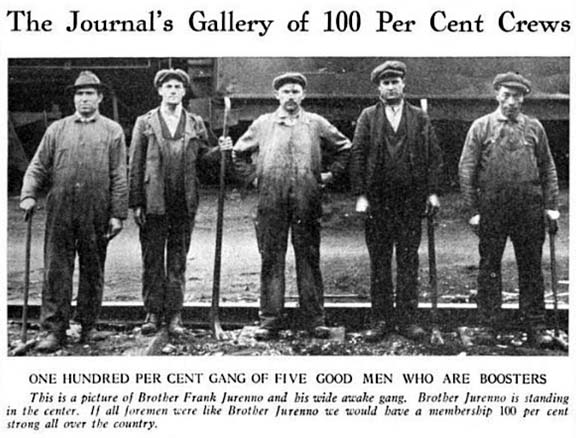
Eine "hellwache Gruppe" von Streckenarbeitern. Auf dem Foto sind Werkzeuge, wie es scheint die sogenannten Heel Claw Bars, zu sehen, die zum Herausziehen der Nägel genutzt wurden. Der Titel und die Beschreibung des Bildes bezieht sich auf Gewerkschaftsmitgliedschaft. Das Bild wurde 1921 im Gewerkschaftsmagazin Brotherhood of Maintenance of Way Employees Journal veröffentlicht.

Der Ursprung des Begriffs ist unklar. Ein Großteil der ersten Streckenarbeiter im Norden waren Iren. Daher ist es möglich, dass der Begriff von einem irischen oder gälischen Ausdruck abgeleitet wurde.
Andere Theorien besagen, dass der Begriff Gandy-Tänzer sich als Beschreibung der Bewegung der Streckenarbeiter selbst entwickelt haben könnte. Diese Bewegung war das permanente „Tanzen“, zum Beispiel wenn sie gleichzeitig mit ihren Werkzeugen ausholten, um die Gleise auszurichten und der Takt dabei oft durch Gesänge vorgegeben wurde; oder wenn sie die Gleise trugen; oder vielleicht sogar wegen des Watschelns wie Ganter (englisch: gander), wenn sie auf den Bahnschwellen rannten.
Die meisten Forscher sind jedoch auf den Schaufelhersteller „Gandy Shovel Company“ gestoßen, manchmal auch „Gandy Manufacturing Company“ oder „Gandy Tool Company“ genannt, der in Chicago existiert haben und die Werkzeuge, die den Gandy-Tänzern ihren Namen gegeben haben, hergestellt haben soll. Einige Quellen listen sogar die Waren auf, die von der Firma hergestellt wurden, z. B. „Stampferplatten, Kuhfüße, Pickel und Schaufeln“. Andere bezweifeln jedoch die Existenz eines solchen Unternehmens. Der Geschichtsverein Chicago Historical Society wurde schon so häufig nach Informationen über dieses Unternehmen gefragt, dass er sagte, es sei „wie eine Legende“, doch auch der Verein konnte bisher keine Aufzeichnungen über ein Unternehmen mit dem Namen Gandy finden.

## Geschichte
Obwohl Schienen durch Holzschwellen und die Bettung in ihrer Position gehalten wurden, verschoben sie sich, aufgrund der auf die Schienen einwirkenden Zentripetalkraft und der auf sie einwirkenden Schwingungen, dennoch jedes Mal ein kleines bisschen, wenn ein Zug durch eine Kurve fuhr. Die Schienen mussten deshalb regelmäßig von Streckenarbeitern instand gesetzt werden, da stark verschobene Schienen im schlimmsten Fall zu einer Entgleisung führen konnten.
Für jeden Stoß würde ein Arbeiter seine Brechstange, den sog. Gandy, anheben und in den Schotter treiben, um einen Hebelpunkt zu haben. Dann würde er sich mit seinem vollen Körpergewicht gegen die Stange werfen (wobei er das „Huh“ Geräusch machte, welches in die nachstehenden Liedtexte eingebaut wurde), wodurch die Stange das Gleis zur Innenseite der Kurve drücken würde.

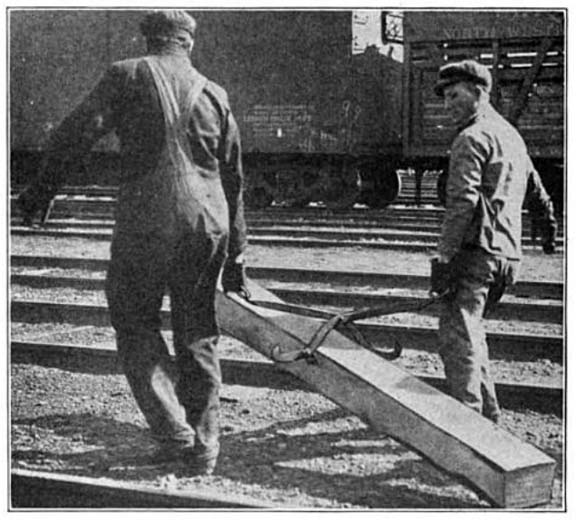
Streckenarbeiter transportieren eine Bahnschwelle mit Hilfe von Schwellenzangen, Foto aus dem Jahr 1916.

Dieser Arbeitsschritt wird im volkskundlichen Abschnitt in der Alabama Enzyklopädie wie folgt erklärt:
„Jeder Arbeiter trug eine Richtstange, eine gerade Brechstange mit spitzem Ende, bei sich. Das dickere, untere Ende hatte einen rechteckigen Schaft (um an das Gleis zu passen) und war wie ein Spitzmeißel geformt (um in den Schotter unter dem Gleis stoßen zu können); das leichtere, obere Ende war abgerundet, damit die Arbeiter die Stange besser festhalten konnten. Beim Richten der Gleise stand jeder der Arbeiter vor einer der Schienen und stieß das meißelförmige Ende schräg nach unten in den Schotter darunter. Dann würden alle Arbeiter einen Schritt auf die Gleise zu machen und das jeweilige Gleis, inklusive Schienen, Bahnschwellen usw., mit ihren Brechstangen nach oben über und durch den Schotter hebeln.“
Die Streckenarbeiter mussten in regelmäßigen Abständen auch die Schienen aufhebeln, um die abgesenkten Stellen auszugleichen. Seite an Seite hoben sie mit einer vierkantigen Hacke die Schienen an und schoben Schotter unter die Bahnschwellen. Sogar bei Mannschaften, die aus acht, zehn oder mehr Arbeitern bestanden, war erst nach vielen Wiederholungen dieses Vorgangs beim Verschieben der Schienen ein Fortschritt erkennbar.
Zur Instandhaltung der Gleise verwendeten Gandy-Tänzer neben Brechstangen auch spezielle Vorschlaghämmer, auch Spike Mauls genannt, um Nägel einzuschlagen, Schaufeln oder Schottergabeln, um Gleisschotter zu verteilen, große Zangen (sog. Rail Dogs), um die Schienen zu tragen, und Schotter-Stampfer oder Hacken, um den Schotter gleichmäßig zu verteilen. Die gleichen Mannschaften führten auch andere Aufgaben zur Instandhaltung der Schienen aus, wie zum Beispiel das Entfernen von Unkraut, das Abladen von Schwellen und Schienen und das Austauschen von abgenutzten Gleisen und morschen Schwellen. Die Arbeit war extrem hart und der Lohn niedrig, aber es war eine der wenigen Beschäftigungen, die den Schwarzen aus den Südstaaten der USA sowie neu zugezogenen Einwanderern zu der damaligen Zeit zur Verfügung stand. Schwarze, die als Streckenarbeiter angestellt waren, genossen bei ihresgleichen ein hohes Ansehen. Der Text eines Blues-Liedes lautet: „wenn du heiratest, heirate einen Streckenarbeiter, denn dann darfst du dich jeden Sonntag über Geldsegen freuen“.

### Wirtschaftliche Umstände von Streckenarbeitern
In einem Artikel für Harper’s Magazine über die Industriearbeiter der Welt (IWW. Industrial Workers of the World) erklärte Robert W. Bruere im Jahr 1918 die wirtschaftlichen Umstände, die Gandy-Tänzer und andere Wanderarbeiter manchmal dazu drangen, dieser Organisation beizutreten:

Der Bereichsleiter einer großen Eisenbahnlinie der USA erläuterte mir vor Kurzem seine Rolle, die er nur widerwillig annahm bei der Schaffung der sozial desintegrierten Bedingungen, aus denen die Wanderarbeiter und die rebellische Propaganda des IWW hervorgegangen sind. „Die Männer im Osten", sagte er, „die Männer, die ihr Geld in unsere Straße investiert haben, messen die Effizienz unserer Verwaltung anhand der Geldrendite, am Nettogewinn und an den Dividenden. Viele unserer Aktionäre haben nie das Land gesehen, auf dem unsere Straße gebaut wurde. Sie bekommen ihren Eindruck über das Land und die Menschen nicht durch den Kontakt mit den Männern, sondern durch den unpersönlichen Ticker. Sie beurteilen uns anhand der Börsennotierung und Bilanz. Das Ende vom Lied ist, dass wir die Kosten so weit kürzen müssen wie das Haar eines Knastbruders. Beispiele dafür wären die Pflege von Strecken, zum Beispiel die Instandhaltung von Gleisen und Straßenbetten. Dies sollte eigentlich über die meiste Zeit des Jahres andauern. Um die Kosten jedoch gering zu halten, haben wir alles auf vier Monate verkürzt. Es ist unmöglich, die Anzahl an Männern mit den Fähigkeiten und Kenntnissen zu finden, die wir für diesen viermonatigen Job brauchen. Deshalb veröffentlichen wir Anzeigen, die in etwa so aussehen:
Männer gesucht! Hohe Löhne!

Dauerbeschäftigung!

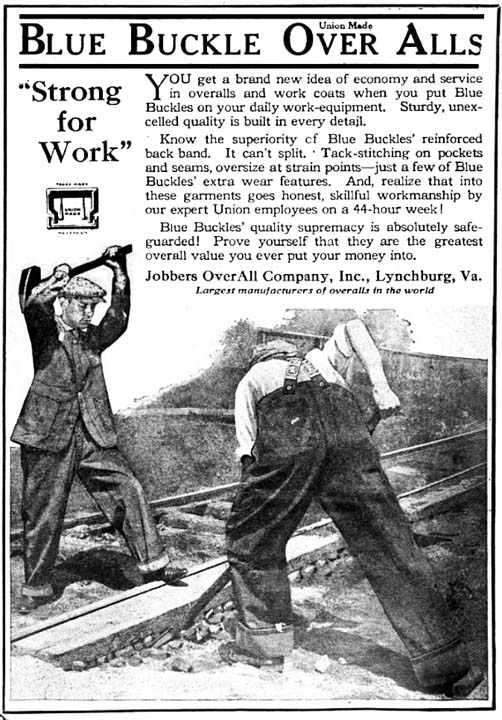
Eisenbahnarbeiter in der historischen Werbung für Blue Buckle Over Alls/Latzhosen, veröffentlicht im Jahr 1920 im „Brotherhood of Maintenance of Way Employees Journal“, einem Mitarbeiterjournal.

„Wir wissen, wenn wir unser Geld in solch eine Werbung stecken, dass sie – nun ja, Teil eines gefährlichen Systems der Sabotage sind. Wir wissen, dass wir niemandem eine Festanstellung anbieten werden. Aber wir locken Männer mit falschen Versprechungen an und sie kommen. Nach den vier Monaten entlassen wir sie wieder, sie sind Fremde in einem fremden Land und viele von ihnen sind Tausende von Kilometern von ihrer alten Heimat entfernt. Sie sind nicht unser Problem. Sie kommen mit großen Träumen hierher und viele von ihnen denken, sie würden hier Häuser bauen, ihre Familien ernähren und dauerhafte US-Bürger werden. Nach ein paar Wochen sind all ihre Ersparnisse aufgebraucht, die alleinstehenden Männer werden immer unruhiger und ziehen weiter.  Ein paar weitere Wochen später verabschieden sich auch die verheirateten Männer von ihren Familien. Sie machen sich auf den Weg, um nach Jobs zu suchen. Wenn sie eine Festanstellung finden, holen sie ihre Familien nach, einige von ihnen schwingen sich in die Güterzüge und fahren zur nächsten Stadt. Sie sind pleite, wenn sie dort ankommen, der Arbeitsmarkt ist überlaufen und die Wahrscheinlichkeit hoch, dass sie als Landstreicher im Knast landen. Einige von ihnen ziehen los in den Wald, zu den Ranches und Minen. Viele von ihnen finden nie wieder einen sicheren Arbeitsplatz. Sie werden zu Hobos, Landstreichern, Wanderarbeitern und sind Ausgestoßene in der Gesellschaft und der Industrie, die für die entstaatlichte Gemeinschaft der IWW reif sind.“ Bruere schlussfolgerte: „Dies ist ein kleines, jedoch typisches Beispiel für ein gewaltiges System menschlicher Ausbeutung, das durch das kraftvolle Absaugen unserer überstürzten industriellen Expansion entwickelt wurde…“

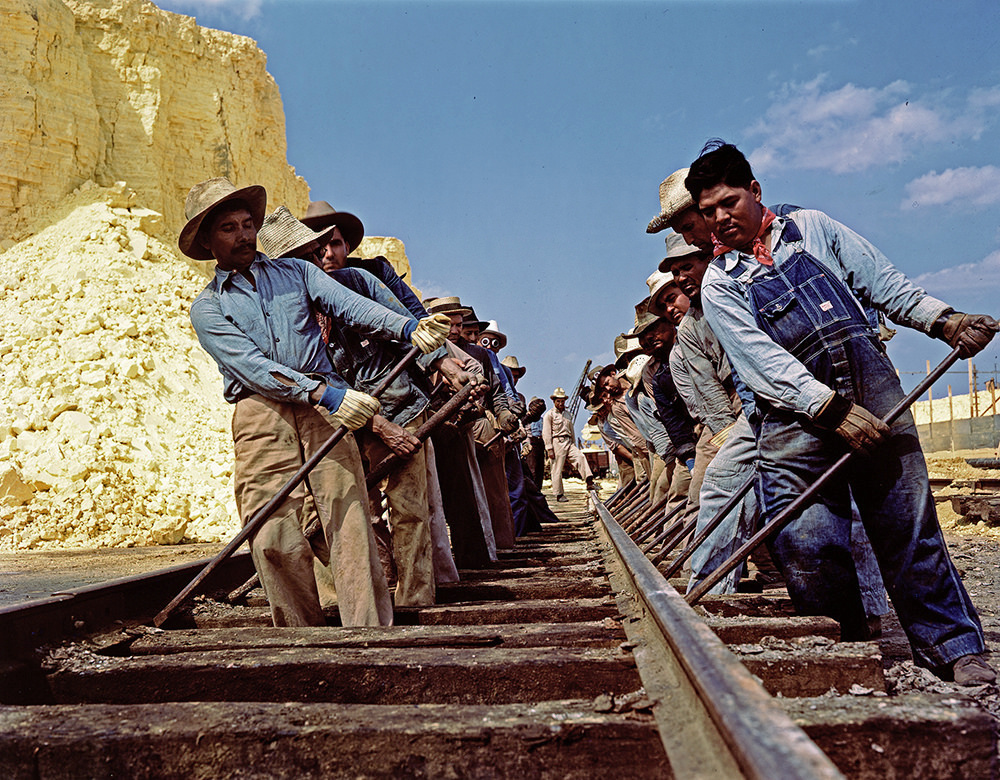
Eisenbahnarbeiter beim Richten von Eisenbahngleisen, Louisiana, ca. 1939

Thomas Fleming, ein schwarzer Historiker und Journalist, begann seine berufliche Laufbahn als Hotelpage und arbeitete anschließend fünf Jahre als Koch bei der Southern Pacific Railroad. In einer Artikelserie, die wöchentlich erschien, schrieb er über seine Erinnerungen als Streckenarbeiter in Mexiko in den 1920er und 1930er Jahren. Er erinnert sich daran, dass die Southern Pacific Railroad ihnen Schlafmöglichkeiten zur Verfügung stellte: alte, umgebaute Güterwagen, mit jeweils zwei Räumen. Die Firma nahm alte Güterwagen, entfernte die Räder und stellte sie neben die Gleise. Er erinnert sich daran, dass die Arbeiter viele Kinder hatten, die auf öffentliche Schulen gingen, aber diejenigen, die er während seiner Kindheit getroffen hatte, waren „irgendwie unterwürfig und wurden oft von den anderen Kindern beschimpft und geärgert.“ Fleming sagt: „Die Wagen standen direkt außerhalb aller Städte in Kalifornien, sie waren ein Teil der Landschaft.“ Seiner Meinung nach waren sie die einzigen, die dazu bereit waren, solch eine Arbeit zu erledigen, da sie im Vergleich zu anderen Eisenbahnarbeitern den niedrigsten Lohn bekamen – nur etwa 40 US-Dollar pro Monat.
In den frühen 1940er Jahren, als die USA an den Kämpfen des Zweiten Weltkriegs, den Tagen von Rosie the Riveter, beteiligt waren, arbeiteten auch ein paar Frauen als Gandy-Tänzerinnen. Während der Kriegsjahre waren so viele Männer weg, dass die USA mit einem erheblichen Arbeitskräftemangel kämpfte und Frauen taten schließlich das, was bis dahin ausschließlich Männersache war. Ein Artikel aus dem Jahr 1988, der in der Zeitung The Valley Gazette erschien, berichtete von mehreren einheimischen Frauen, die als Gandy-Tänzerinnen an der Reading Railroad in Tamaqua, Pennsylvania, gearbeitet hatten. In einem Interview sagte Mary Gbur, eine der Frauen, dass es das Geld war, ca. 55 US-Dollar pro Woche, das sie damals angezogen hatte. „Das Geld war knapp und ich wollte es meinen Kindern ermöglichen, ihre Ausbildung nach der High-School fortzusetzen. Und es war mehr als die 18 Dollar, die ich in dem Billigladen bekam.“ Gbur bezeichnete die Arbeit als „grauenhaft und langweilig“ und anscheinend wurde es von den Bewohnern der Stadt als erniedrigend empfunden, dass eine Frau Handarbeit verrichtete, was dazu führte, dass es diesen Frauen peinlich war, solch einen Beruf auszuüben. Allerdings sagte sie: „Eines Tages änderte sich diese Einstellung, als jemand laut und deutlich sagte ‚Ich bin sehr stolz auf Sie, meine Damen!‘“. Dies waren die Worte des Dorfpfarrers.

### Frühe Verwendung des Begriffs
Laut dem britischen Etymologen Michael Quinion wurde der Begriff Gandy-Tänzer zum ersten Mal (in gedruckter Form) im Jahr 1918 verwendet. Da jedoch nicht viel über die Herkunft des Begriffs bekannt ist, kann der genaue Zeitpunkt der Entstehung nicht bestimmt werden. In einem Artikel der Wochenzeitschrift The Outlook (New York) in der Ausgabe vom Mai 1918 erschien die Frage: „Was ist ein Gandy-Tänzer?“. Im Artikel stand Folgendes:
Was ist ein „Gandy-Tänzer“? Der Begriff stand auf einem Schild vor einem Laden in der Nähe der Bowery Street in Manhattan. Früher hätte das vielleicht auf ein billiges Tanz-Etablissement in der Nähe hingedeutet, aber die Bowery hat sich verändert. Innerhalb eines Häuserblocks gibt es heute mehr als nur ein paar „Labour Bureaus“ (vergleichbar mit einem Tagelöhnerhaus), wo Arbeit vermittelt wird, statt den früheren Spelunken und den sogenannten „Suicide Halls“, Gaststätten, die Gäste des öfteren nicht mehr lebend verließen. Laut einem italienischen Angestellten eines solchen Büros ist ein „Gandy-Tänzer“ ein Streckenarbeiter, der die Erde zwischen die Schwellen stampft und dabei aussieht, als würde er auf den Gleisen „tanzen“. Die Anzeige auf dem Schild lautete:
Männer gesucht für Gleisarbeit Asche Schotter keine Steine Arbeit egal ob Sonne oder Regen wöchentliche Bezahlung sehr gute möblierte Unterkunft. Kost und Logis $5 pro Woche. Eine gute Arbeit, vor allem für erfahrene Gandy-Tänzer. Nur ein paar Meilen außerhalb und man kommt schnell hin und wieder zurück. 

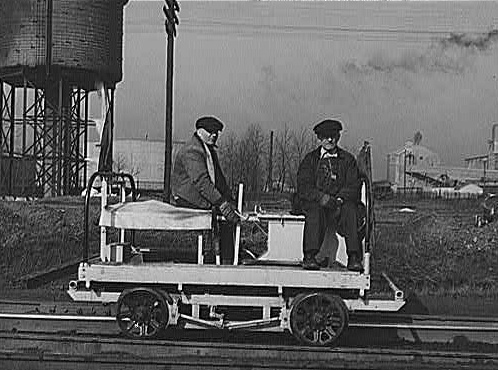
Streckenarbeiter fahren in einem Rangierbahnhof der Indiana Harbor Belt Line mit einer Draisine, 1943

Der Begriff „Gandy“ wird in einer Geschichte verwendet, die im August 1931 in einer Ausgabe in Boy’s Life, einem von dem Pfadfinderverband Boy Scouts of America für Jungen im Alter von 6 bis 18 Jahren veröffentlichten Magazin, erschienen ist. In der Geschichte geht es um den ungefähr 17 oder 18 Jahre alten Eddie Parker, der als typischer amerikanischer Patriot beschrieben wird und einen Job als Streckenarbeiter annimmt. Seine neuen Kollegen sind alle italienische Einwanderer, die in der Geschichte auch „Snipes“ (Schnepfen) genannt werden. Die „Snipes“ werden als faul, dumm und Liebhaber von Knoblauch, Olivenöl und italienischer Musik beschrieben. Eddie gelingt es, die Italiener, mit einem Trick zum Pumpen der Draisine zu bewegen, indem er sich ihrer Liebe zur Musik bedient. Die Draisine wurde verwendet, um zu den jeweiligen Gleisabschnitten zu gelangen, an denen die Streckenarbeiter an einem bestimmten Tag arbeiteten. Er erzählt, dass er „eine Drehorgel am unteren Rahmen anbrachte und den Griff mit der Kurbelachse verband. Bei jeder Rotation drehte sich auch der Griff der Drehorgel.“ In der Geschichte werden die Arbeiter als Streckenarbeiter bezeichnet, aber die Draisine wird „Gandy“ genannt.
In den 1960er Jahren nannten die Gleisvorarbeiter in Oregon die Streckenarbeiter immer noch „Gandy-Tänzer“, und die Brechstange, die die Arbeiter zum Stoßen verwendeten, wurde von den meisten Arbeitern „Gandy-Stange (Gandy Pole)“ oder schlichtweg „Gandy“ genannt.

## Lieder und Gesänge
Auch wenn die meisten Streckenarbeiter in den Südstaaten Afroamerikaner waren, waren die Gandy-Tänzer nicht ausschließlich Afroamerikaner oder aus den Südstaaten. Die Streckenarbeiter waren häufig Einwanderer und ethnische Minderheiten, die trotz des schlechten Lohns, der schlechten Arbeitsbedingungen und der schweren körperlichen Arbeit um einen sicheren Job wetteiferten. Im Westen legten und hielten auch Arbeiter aus China, Mexiko und amerikanischen Ureinwohnern die Schienen instand, im Mittleren Westen waren es Iren und im Nordosten des Landes Osteuropäer und Italiener. Zwar sangen alle Gandy-Tänzer Lieder über die Eisenbahn während der Arbeit, aber die auf spezifische Tätigkeiten bezogenen Arbeitsgesänge wurden wohl aufgrund ihrer langen Tradition, Arbeit durch Chanting zu koordinieren, nur von den schwarzen Gandy-Tänzern gesungen.
Ein Rhythmus war sowohl für das Synchronisieren der Arbeitsabläufe als auch für die Stimmung unter den Arbeitern wichtig. Sogenannte Worksongs (Arbeitslieder) und Rufe, die dem Call and Response-Prinzip (Ruf und Antwort) folgten, dienten als Mittel, die unterschiedlichen Aufgaben der Gleisarbeiten zu koordinieren. Dabei dirigierten langsamere Sprechgesänge, sogenannte Dogging-Rufe, das Aufheben und die Handhabung der Stahlschienen sowie das Abladen, Schleppen und Stapeln der Schwellen und rhythmischere Lieder leiteten das Ausrichten und Festnageln der Schienen sowie das Stopfen der Schotterbettung an.
1939 nahm John Lomax mehrere Lieder über die Eisenbahn auf, die ein Beispiel für einen „Abladen der Stahlschienen“-Ruf enthalten und auf der American Memory-Website der US Library of Congress verfügbar sind. Das Lied „Take This Hammer“ (auf Youtube verfügbar) vom amerikanischen Blues-Sänger Leadbelly beruht wohl auch auf diesen Arbeitsgesängen.

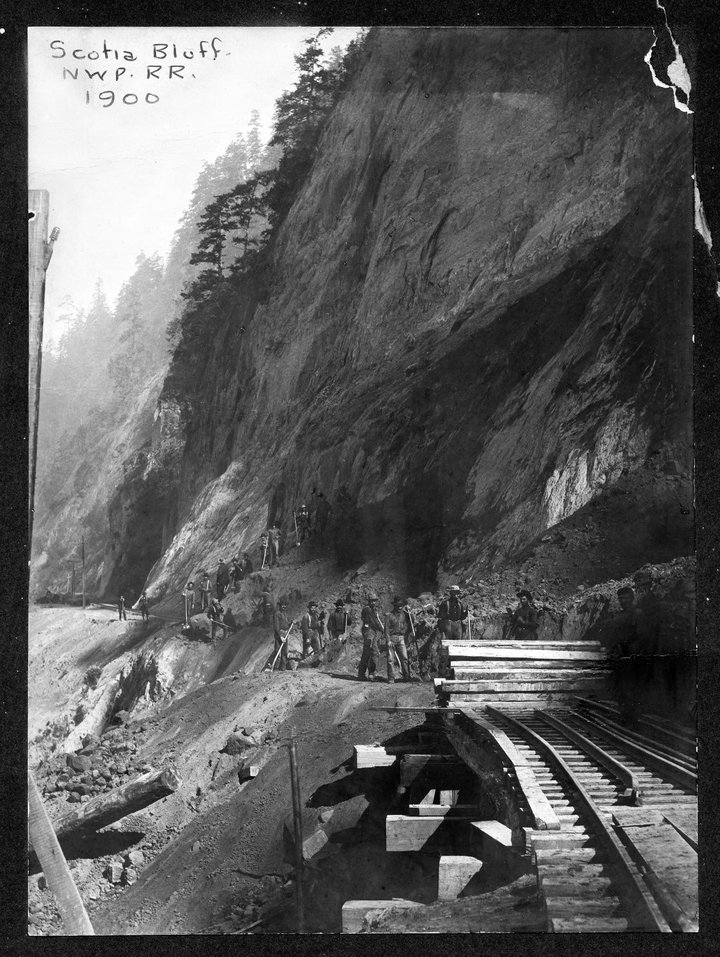
Schienenlegen „im Wald“. Foto veröffentlicht im Jahr 1900

Es ist offensichtlich, dass sich auch der Country-Sänger Jimmie Rodgers von den Worksongs der Gandy-Tänzer beeinflussen ließ. Sein Vater war ein Streckenvorarbeiter in Meridian, Mississippi, und nahm ihn als Wasserträger mit zur Arbeit, wo er diese Gesänge selbst erlebt hat. Rodgers wurde später bekannt als der „Singing Brakeman“ (der singende Bremser) und der Vater der Country-Musik.
Anne Kimzey vom Alabama Center For Traditional Culture schreibt: „Alle schwarzen Gandy-Tänzer nutzten Lieder und Gesänge als Hilfsmittel zur Ausführung bestimmter Aufgaben und um verschlüsselte Botschaften zu senden, ohne vom Vorarbeiter oder anderen verstanden zu werden. Dabei formulierte der Vorsänger einen Ruf an seine Arbeiter, um beispielsweise die Schienen neu auszurichten. Seine Absicht war, die körperliche und mentale Verfassung seiner Arbeiter zu verbessern, während er gleichzeitig die anliegende Arbeit koordinierte. Es brauchte einen geübten und sensiblen Vorsänger, um den richtigen Ruf für die Aufgabe und die Laune der Männer zu wählen. Jeder Vorsänger hatte seinen eigenen charakteristischen Ruf, der sich in Tonumfang und Melodieart am typischen Blues orientierte. Wie erfolgreich ein Vorsänger seine Männer antreiben konnte, ähnelt der Art, wie ein Prediger seine Gemeinde motivieren kann.“ Typische Lieder bestanden aus zwei Zeilen und vier Takten, zu dessen Rhythmus die Arbeiter ihre Brechstangen gegen die Schienen schlugen, bis die Männer synchron waren, und dann rief der Vorsänger, dass sie auf den dritten der vier Takte fest ziehen sollten. Erfahrene Gruppen von Arbeitern schmückten ihre Arbeit beim Ausrichten der Schienen häufig mit schwungvollen Gesten einer Hand und einem Rückschritt mit einem Fuß auf den ersten, zweiten und vierten Takt, wobei sie beim dritten Takt mit beiden Händen am Brecheisen zerrten. Hier ist ein altes Video über Gandy-Tänzer, das den Gesang, den tanzähnlichen Rhythmus, das Brecheisen und eine sehr große Gruppe von Arbeitern darstellt (es ist zu beachten, dass hier kein Schotter vorhanden ist, wahrscheinlich um das Ausrichten der Schienen zu erleichtern, anders als viele Quellen berichten):

### Dokumentation

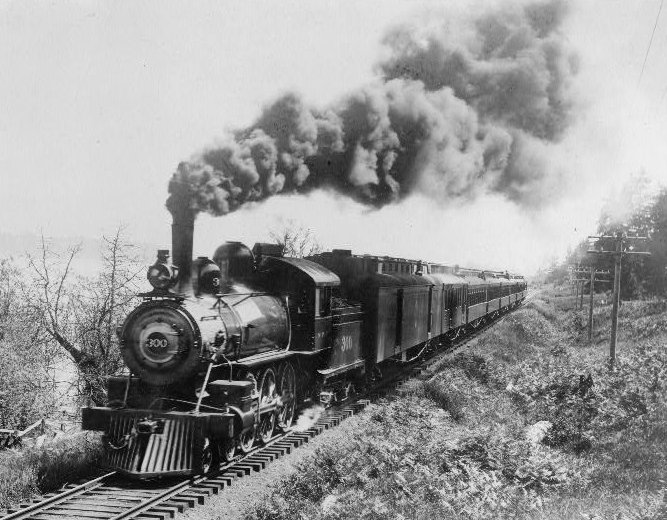
North Coast Limited, Northern Pacific Railway Company, um 1900. Das Foto zeigt die Schienen, Schwellen und das Schotterbett, für dessen Instandhaltung die Streckenarbeiter zuständig waren.

Im Jahr 1994 produzierte die Volkskundlerin Maggie Holtzberg, die Feldforschung betrieb, um die traditionelle Volksmusik in Alabama zu dokumentierten, einen Dokumentarfilm namens Gandy-Tänzer. Holtzberg berichtet:
„Da die berufliche Kunst des Callings (Singen, um einen Rhythmus vorzugeben) dabei war, nur noch in der Erinnerung von pensionierten Streckenarbeitern zu existieren, wollte ich ehemalige Streckenarbeiter aufspüren und alles von ihrem passiven Wissen zu den Arbeitsliedern erfahren und dokumentieren - bevor dies nicht mehr möglich war. Zuerst kontaktierte ich Ansprechpartner von Eisenbahnunternehmen. Als ich erklärte, dass ich auf der Suche nach Gandy-Tänzern war, um sie zu interviewen, gab es oft ein kurzes Schweigen und dann kam die verwunderte Frage, woher ich von dieser obskuren Tradition wusste. Ein Mann lachte und meinte, dass ich da wohl ein Medium kontaktieren müsse, da Arbeitergruppen für die Gleisarbeit in den 1960er Jahren abgeschafft wurden. Es gab jedoch auch einige vielversprechende Hinweise. Der Besitzer eines Eisenbahnunternehmens für die Instandhaltung von Gleisen erinnerte sich an „einen Rufer, der eine sehr hohe Stimme hatte und zehn Stunden am Tag „singen“ konnte, ohne dabei auch nur einen Gesang zu wiederholen.“ Auch er fand, dass es wichtig sei, das, was noch von der Tradition des Callings übrig war, zu dokumentieren. Allerdings war er der Meinung, dass „ein Mann alleine nicht in der Lage sei, auch nur annähernd zu erklären, was notwendig war, um Schienen zu richten. Sie müssen dafür eine ganze Gruppe von Streckenarbeitern finden“, und genau das taten wir dann letztendlich.“
Es war schon viele Jahre her, dass moderne Maschinen Streckenarbeiter ersetzt hatten, daher sprach Holtzberg mit älteren oder pensionierten Vorarbeitern, die sich vielleicht an die Caller erinnern konnten, oder wussten, wo sie eventuell wohnten. Sie schaffte es, einige Caller aufzuspüren, und interviewte sie in ihren Wohnungen bzw. Häusern. Es fiel den Männern jedoch schwer, sich in ihren Wohnzimmern an die Gesänge, ohne das rhythmische Klopfen der Stange, zu erinnern. Daher trafen sie sich bei einem Eisenbahnclub in der Nähe, der einen Betriebsbahnhof in ein Museum umbaute. In dieser gewohnten Umgebung fielen den Männern schnell wieder die alten Arbeitslieder ein, vor allem, als ein Zug vorbeifuhr und laut pfiff. Holtzberg erinnert sich an die Worte von John Cole, der mit 82 Jahren der älteste der Männer war: 
„Listen to that train. Yeah! That's a train! The hawk and buzzard went up north … You hear it blowing. I got a gal live behind the jail … That's a train …“
(„Hör mal hin. Yeah! Das ist ein Zug! Der Falke und Bussard flogen nach Norden. Man hört ihn pfeifen. Ich kenn ein Mädel, die lebt hinterm Knast. ... Das ist ein Zug ...“)

Das Geräusch reichte aus, um der Erinnerung auf die Sprünge zu helfen. Das Signal des Zuges ertönte und er rauschte mit einem Doppler-Effekt vorbei.
Der Film wurde im Jahr 1994 fertiggestellt und ist auf der Webseite von Folkstreams verfügbar. Der Trailer des Films ist auf YouTube zu finden.

### Typische Texte der Gleisbaulieder
Die Männer wurden durch den Vorsänger gleichzeitig motiviert und bespaßt, und dieser gab durch die Arbeitslieder auch den Arbeitsrhythmus vor. Diese Arbeitslieder entstammten entfernt den call and response-Traditionen, die aus Afrika und durch die Seemannslieder „Shantys“ übertragen wurden, und jüngst auch den Arbeitsliedern zur Baumwollernte, dem Blues und afroamerikanischer Kirchenmusik. Ein guter Vorsänger konnte den ganzen Tag vorsingen, ohne dabei ein Lied zu wiederholen. Er musste die am besten passenden Arbeitslieder für die jeweilige Mannschaft und den jeweiligen Anlass kennen. Mal wurden Arbeitslieder mit religiöser Thematik verwendet, mal waren solche mit sexueller Bildsprache angemessen. Ein Beispiel ist folgendes:
I don't know but I've been told
Susie has a jelly roll
I don't know...huh
But I've been told...huh
Susie has...huh

A jelly roll...huh
(Ich selbst wusst’s nicht, aber mir wurd erzählt,
dass die Susie eine Jelly Roll hat.
Ich selbst wusst’s nicht...huh
Aber mir wurd erzählt...huh
Dass die Susie...huh

Eine Jelly Roll hat...huh)
Bei diesen Arbeitsliedern nutzten die Arbeiter die ersten beiden Textzeilen, um ihre Brechstangen gegen die Bahngleise zu schlagen und im Takt und Einklang zu sein. Anschließend warfen sie sich bei jedem „Huh“ Laut mit ihrem Gewicht gegen die Stangen, um die Gleise wieder zu richten.
Up and down this road I go
Skippin' and dodging a 44
Hey man won't you line 'um...huh
Hey won't you line 'um...huh
Hey won't you line 'um...huh
Hey won't you line 'um...huh
(Auf und ab geh ich diesen Weg
Und hüpf einer 44er Magnum davon
Hey Mann, richte sie doch aus...huh
Hey richt sie doch aus...huh
Hey richt sie doch aus...huh

Hey richt sie doch aus...huh)

Der pensionierte Gandy-Tänzer John Cole erklärte die Lieder zum Einschlagen der Nägel in dem Dokumentarfilm „Gandy Dancer“. 
„Das Gandy-Tanzen geht Hand in Hand mit der Musik. So ist es immer schon gewesen. Zu Beginn musste man die Eisenbahnstrecken ausrichten. Hier kamen die Gandy-Tänzer ins Spiel. Man konnte sogar mit einem Vorschlaghammer gandy-tanzen. Selbst beim Festnageln konnte man die Vorschlaghämmer zum Reden bringen; man sang ihnen etwas vor. Wie zum Beispiel, wenn man einen Nagel einschlägt. [SINGEND] „Große Katze, kleine Katze, winziges Kätzchen. Große Katze!“ Dabei schlug man den Nagel so fest ein, wie man konnte. Es wurde geschrien, „Mach ein Rad aus dem Hammer“ Das bedeutete schnelles Festnageln. Und so konnte man mit zwei Mann beim Einschlagen der Nägel den Vorschlaghammer zum Reden bringen! „Große Katze, kleine Katze, winziges Kätzchen,“ und schon saß der Nagel fest.“ 
Im Jahr 1996 erhielten die zwei ehemaligen Vorsänger John Henry Mealing und Cornelius Wright Auszeichnungen der National Heritage Fellowship als „Führende Volks- und Traditionskünstler“ für ihre Vorführung dieser Form von afroamerikanischer Volkskunst.

### Marschlieder
Ein Marschlied, oder kurz Marsch, ist ein traditionelles Call-and-response-Arbeitslied beim Militär, das von Soldaten beim Laufen und Marschieren gesungen wird. Wie bei Arbeitsliedern üblich, übernehmen Marschlieder den Rhythmus der Arbeit, die verrichtet wird. Viele dieser Märsche haben eine Call-and-response-Struktur, bei der ein Soldat eine Zeile beginnt und die übrigen Soldaten diese vervollständigen müssen. Dadurch werden Zusammenarbeit und Kameradschaft gefördert. Genauso wie Gleisbaulieder dienen Marschlieder dazu, einen Vorgesetzten zu verspotten, der Wut und dem Frust Luft zu machen, der Langeweile Abhilfe zu verschaffen und durch Scherze und Prahlerei die Stimmung zu heben.

Es heißt, dass der Gefreite Willie Lee Duckworth Sr, der 1944 als einer von acht farbigen Infanteristen in Fort Slocum, New York, stationiert war, sich das Marschlied „Sound Off“ ausgedacht hat, welches auch als „Duckworth Chant“ bekannt ist und bis heute bei der U.S. Army und in anderen Bereichen des Militärs genutzt wird. Medienwissenschaftler Barry Dornfeld, der Ko-Autor des Dokumentarfilms „Gandy Dancer“ ist, glaubt, dass Duckworths Marschlieder durch seine Vertrautheit mit Gleisbauliedern beeinflusst wurden. Dornfeld schreibt: „Ich habe kürzlich eine Verbindung zwischen der afroamerikanischen Südstaaten-Tradition von Call-and-response-Arbeitsliedern mit den Marschliedern bei Drillübungen festgestellt.“ Er führt fort:
„Duckworth wurde 1924 in Washington County, Georgia, geboren und wäre mit dem Gebrauch von Arbeitsliedern vertraut gewesen, die bei allen möglichen Arten von Landarbeit gesungen wurden. Er entstammte außerdem der gleichen Generation der Gandy-Tänzer, die beim Richten von Gleisen Lieder sangen. Zu der Zeit, als Duckworth für den Zweiten Weltkrieg einberufen wurde, arbeitete er in einem Sägewerk. Im März 1944 wurde er in eine provisorische Ausbildungsstätte in Fort Slocum, New York, geschickt. Dort improvisierte Duckworth angeblich auf Befehl eines Unteroffiziers einen eigenen Drill für die Soldaten seiner Einheit. Schon bald darauf wurde in allen Dienstgraden gesummt und der Rhythmus gehalten. Oberst Bernard Lentz, der Stützpunkt-Kommandeur des Forts, wandte sich an Duckworth und fragte ihn, wie er auf dieses einzigartige Lied gekommen sei. Dazu erzählte Duckworth: „Ich sagte ihm, dass wir früher so die Schweine wieder in den Stall getrieben haben. Ich hatte Angst und in dem Moment ist mir nichts Anderes eingefallen.“

## Rezeption
Der Gandy Dancer State Trail ist ein ca. 75 km langer Rad- und Wanderweg, der auf einem Anstieg der stillgelegten Bahntrasse der ehemaligen Bahngesellschaft Minneapolis, St. Paul and Sault Ste. Marie von St. Croix Falls, Wisconsin, über eine kurze Strecke im Osten Minnesotas nach Superior, Wisconsin, verläuft. In Danbury, Wisconsin, wird der Gandy Dancer Trail von vielen Wanderern und Touristen besucht, die den Weg gehen wollen, auf der der Jäger James Jordan 1914 der Fährte seines Rekord-Hirsches folgte. Jordan schoss den Weißwedelhirsch letztlich mit seiner 0.25-20 Winchester entlang dem Yellow River. Seit 1914 gilt der sogenannte James Jordan Buck als der größte Weißwedelhirsch der USA gemäß der Bewertung des Boone and Crockett Clubs.
Frankie Laine nahm 1951 das Lied „The Gandy Dancers’ Ball“ auf, wobei hier aber die Gandy-Tänzer auf einem Ball für Streckenarbeiter sind. 1955 sang Laine das Lied in der Komödie Bring Your Smile Along mit einem Tanz-Ensemble.
1962 nahmen The Ventures das Lied „Gandy Dancer“ auf, eine eigene instrumentale Komposition, die auf ihrem Album Going to the Ventures Dance Party erschien.
Der Sänger und Aktivist Bruce „Utah“ Phillips erzählte in Moose Turd Pie die Lügengeschichte, als Gandy-Tänzer im amerikanischen Südwesten der USA gearbeitet zu haben. Phillips schrieb den Ursprung der Schaufeln der Arbeiter der möglicherweise sagenumwobenen Gandy Shovel Company in Chicago zu.
Eine Szene des Filmes „Die Farbe Lila“ von 1985 zeigt einen Vorsänger, der mit seinem Ruf seine Streckenarbeiter anleitete.
Im „Dust“ Handlungsbogen der The Adventure Zone spielte Clint McElroy einen Charakter namens Gandy Dancer.
In Mazomanie, Wisconsin, findet das The Gandy Dancer Festival zu Ehren der Gandy-Tänzer statt. Bei diesem eintägigen Festival, das jährlich jeden 3. Samstag im August stattfindet, wird die harte Arbeit, die die Gandy-Tänzer für die Vereinigten Staaten von Amerika geleistet haben, gefeiert.